# ザムエル・ヒルスツェンベルク
ザムエル・ヒルスツェンベルク（Samuel Hirszenberg、Schmul Hirschenbergとも、1865年2月22日 - 1908年9月15日）はポーランド生まれのユダヤ人画家である。パリやミュンヘンなどで活動した。ユダヤ人の生活や歴史に関する絵画を描いた。

## 略歴
現在のポーランド中部のウッチで織物工場のユダヤ人の労働者の息子に生まれた。弟のヘンリク・ヒルスツェンベルク（Henryk Hirszenberg: 1885－1955）とレオン・ヒルスツェンベルク（Leon Hirszenberg: 1869-1945）も美術家になった。
父親は賛成しなかったが、知人の医師の支援を受けて画家を目指し15歳でクラクフの美術学校（現在のヤン・マテイコ美術アカデミー）で学び始め、写実主義の画家ヤン・マテイコ（1838-1893）に学んだ.。クラクフで2年間の修行した後、1885年から1889年の間はミュンヘン美術院で学び、「イェシーバー（ユダヤの神学校）」というタイトルの作品を描き注目され、ミュンヘンの展覧会に出展された後、1889年のパリ万国博覧会の展覧会に出展され銀メダルを受章した。パリでは私立の美術学校アカデミー・コラロッシでも学んだ。
1889年にポーランドに帰国し、その後2年ほどミュンヘンで活動した後、1893年から故郷のウッチで活動した。1894年にはミュンヘン分離派の展覧会に出展した。その後もポーランドとミュンヘンとの両方で活動を続け、1896年末に結婚した。その後もフランスのノルマンディー(1898)やイタリアのローマ(1901)、ミュンヘン(1903)に滞在し作品を描いた。
初期の作品はレオポルド・ホロヴィッツ(Leopold Horovitz、1837-1917）やイジドール・カウフマン（1853-1921)、モーリシー・ゴットリーブ（Maurycy Gottlieb: 1856-1879）といったユダヤ人画家たちのようにユダヤ人社会の風俗を描いていたが、象徴的なスタイルに変わり始め、ユダヤ人の歴史を題材に描くようになった。
シオニズムの活動家とともにエルサレムに美術学校（ベツァルエル美術デザイン学院）を創立したボリス・シャッツ（Boris Schatz: 1866-1932）に1907年に招かれ、エルサレムの美術学校の講師となるが、1908年にエルサレムで43歳で亡くなった。

## 作品

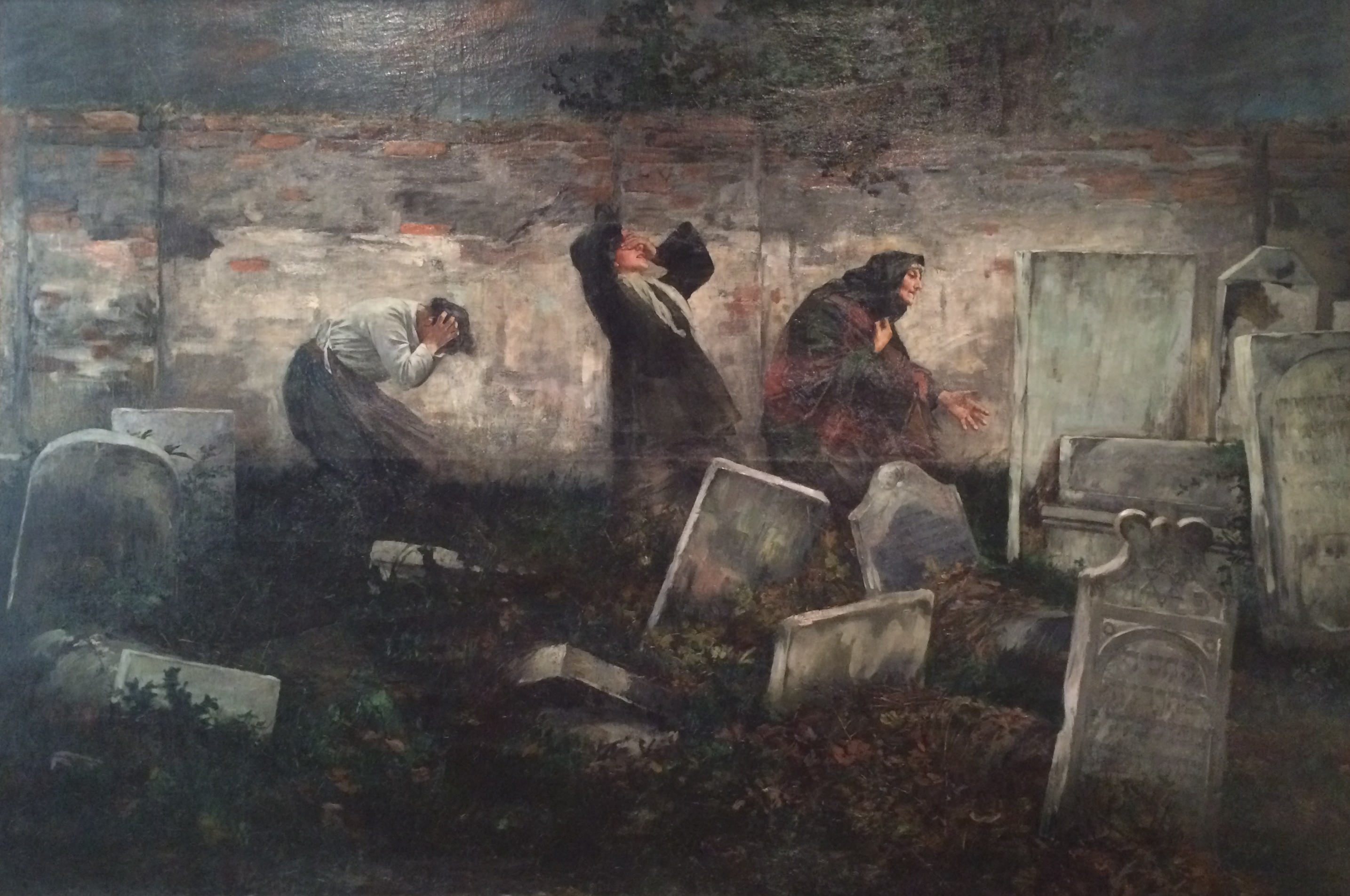
ユダヤ人墓地 (1892) ユダヤ芸術歴史博物館
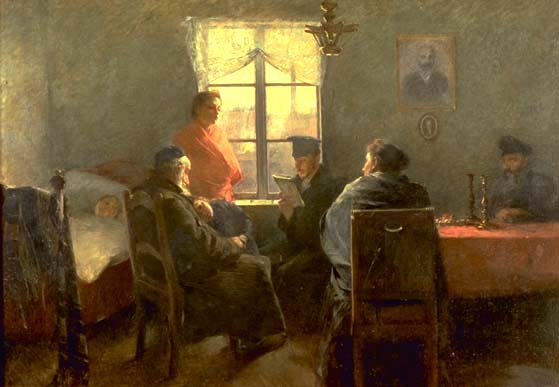
安息日の休息(1894)
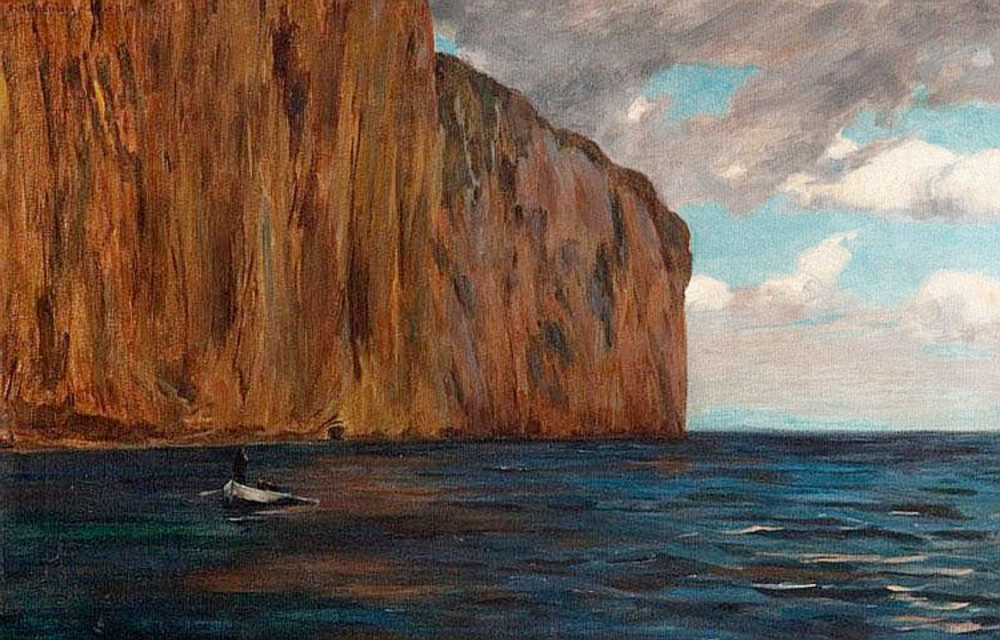
カプリの海岸(1901)
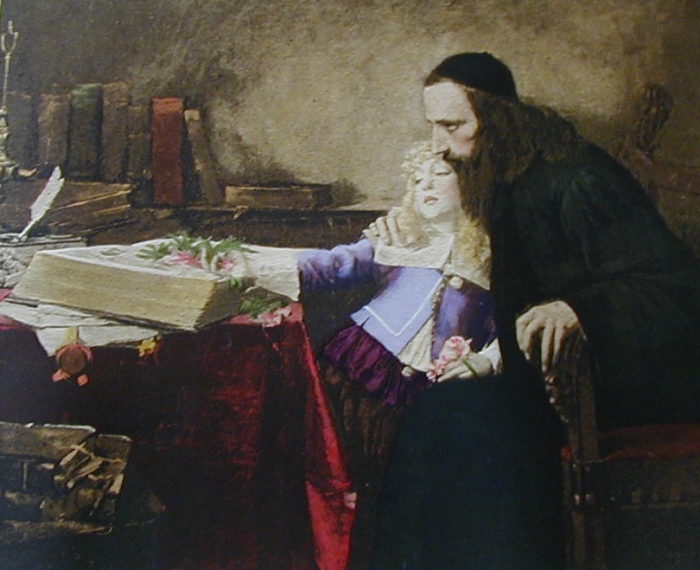
ウリエル・アコスタと幼いスピノザ(1901)